# UAE International Emirates Post Tour
Le UAE International Emirates Post Tour est une course cycliste par étapes organisée en 2004 et 2008 (sous le nom Umm Al Quwain Race) à ce jour.

## Palmarès
| Année | Vainqueur      | Deuxième         | Troisième     |
| ----- | -------------- | ---------------- | ------------- |
| 2004  | Jeremy Yates   | Heath Blackgrove | Martin Velits |
| 2008  | Hossein Askari | Yousif Mirza     | Roman Broniš  |